# Солодянки
Солодянки — деревня в Кумёнском районе Кировской области России. Входит в состав Кумёнского сельского поселения.

## География
Деревня находится в центральной части Кировской области, в пределах возвышенности Вятский Увал, в подзоне южной тайги, на левом берегу реки Рябиновки, на расстоянии приблизительно 5 километров (по прямой) к юго-западу от посёлка городского типа Кумёны, административного центра района. Абсолютная высота — 161 метр над уровнем моря.
Климат
Климат характеризуется как континентальный, умеренно холодный. Среднегодовая температура — 1,6 °C. Средняя температура воздуха самого холодного месяца (января) составляет −12 °C (абсолютный минимум — −45 °С); самого тёплого месяца (июля) — 17,2 °C (абсолютный максимум — 37 °С). Годовое количество атмосферных осадков — 582 мм, из которых две трети выпадает в тёплый период. Снежный покров держится в течение 168 дней.

## История
Восстановлена в учётных данных в 1994 году Постановлением Думы Кировской области от 22.11.1994 № 7/54

## Население
| 2010 |
| ---- |
| 0    |